# Iberischer Wolf

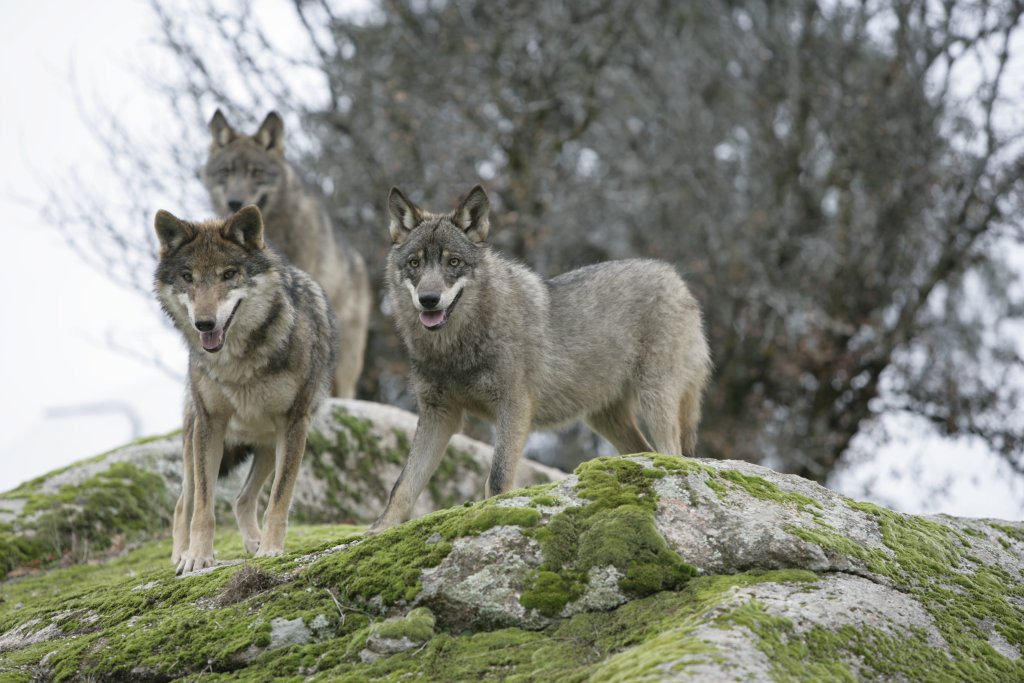
Iberischer Wolf

Der Iberische Wolf ist eine Form des Wolfs, die die Iberische Halbinsel besiedelt. Aufgrund der Unterschiede in Morphologie und Verhalten wurde er 1907 von Ángel Cabrera Latorre als eigene Unterart Canis lupus signatus beschrieben. Heute geht man jedoch mehrheitlich davon aus, dass der Iberische Wolf derselben Unterart angehört wie der Eurasische Wolf (Canis lupus lupus).

## Merkmale
Der Iberische Wolf ist graubraun gefärbt und etwas schmaler gebaut als einige andere Formen des Eurasischen Wolfs. Charakteristisch sind die schwarzen Markierungen an den Vorderläufen und dem Schwanz sowie die Weißfärbung der Oberlippe. Erwachsene Männchen erreichen eine Länge von 120 bis 140 cm und ein Gewicht von 30 bis 40 kg sowie eine Schulterhöhe von bis zu 70 cm. Weibliche Tiere sind mit 100 bis 120 cm Länge sowie einem Gewicht von 20 bis 35 kg etwas kleiner.
Eine weitere Besonderheit der Iberischen Wölfe ist, dass sie im Gegensatz zu anderen Eurasischen Wölfen keine größeren Rudel bilden, sondern in kleinen Familienverbänden, in der Regel bestehend aus den Eltern mit den Jungtieren eines Jahrganges, leben.

## Ernährung
Den größten Teil der Nahrung der Wölfe in Spanien bilden, laut einer Studie des spanischen Naturforschers Félix Rodríguez de la Fuente, mit etwa 35 % mittelgroße bis große pflanzenfressende Säugetiere, wie z. B. Rot- und Damhirsche, Rehe, Gämsen, Steinböcke, Wildschweine oder Mufflons. An zweiter Stelle folgen bereits Nutztiere, insbesondere Schafe, die etwa 24 % ausmachen. Ebenfalls zur Beute der iberischen Wölfe gehören Hasen, Kaninchen, Wühlmäuse sowie in geringerem Maße Reptilien und Vögel. Gelegentlich reißen sie auch Füchse oder Haushunde. In nahrungsarmen Zeiten frisst der Wolf auch Aas und Abfälle.

## Verbreitung

### Historisch
Bis ins 19. Jahrhundert hinein waren Wölfe auf der gesamten Iberischen Halbinsel heimisch. Im 20. Jahrhundert kam es jedoch zu aktiver Verfolgung der als Schädlinge angesehenen Tiere, was zu einer rapiden Abnahme der Population führte. In den frühen 1970er Jahren erreichte der Bestand einen Tiefpunkt, der Lebensraum beschränkte sich auf den äußersten Nordwesten des Landes, insbesondere entlang des Kantabrischen Gebirges, sowie einigen Rudeln in der andalusischen Sierra Morena.

### Aktuell

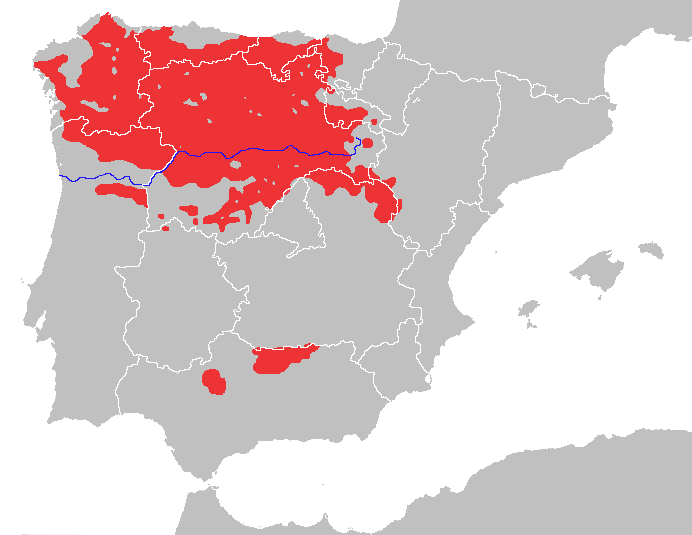
Verbreitungsgebiet (rot) des Iberischen Wolfes (2008)

Strenge Schutzmaßnahmen führten ab den 1970er Jahren zu einer Erholung der Wolfspopulation sowie einer Ausweitung des Verbreitungsgebietes. In der Gegenwart leben zwischen 2000 und 2400 Wölfe auf der Iberischen Halbinsel, davon 1500 bis 2000 in Spanien und etwa 300 bis 400 in Portugal, damit bilden die Iberischen Wölfe den größten und stabilsten Bestand im westlichen Europa. Das Verbreitungsgebiet erstreckt sich über weite Teile Nordwest- und Zentralspaniens sowie den Norden Portugals.
Die größte Population ist in der Sierra de la Culebra, Provinz Zamora, zu finden. Weitere wichtige Gebiete befinden sich in den Provinzen León, Palencia und Burgos sowie in den Autonomen Gemeinschaften Asturien, Galicien und Kantabrien. In Galicien gibt es sogar Wolfsrudel an Küstengebieten (Sierra del Barbanza), wo sie ab und zu die halbwilden Pferde angreifen.
Kleinere Wolfspopulationen findet man unter anderem in Soria (Sierra de Urbión), Valladolid, Segovia, La Rioja (Sierra de la Demanda), Álava und Guadalajara (Sierra de Ayllón). Die Population in der Sierra de San Pedro (Cáceres, Extremadura) scheint ausgerottet zu sein.
Eine kleine und akut vom Aussterben bedrohte Population existiert des Weiteren noch immer in der östlichen Sierra Morena im Norden Andalusiens, insbesondere der Sierra de Andújar (Jaén). Mittelfristiges Ziel von Naturschützern zum Erhalt letzterer ist eine Verbindung des nordwestlichen und des südlichen Lebensraumes der Iberischen Wölfe.

## Gefährdung und Schutz
Jahrhundertelang wurde der Iberische Wolf von der Landbevölkerung in kleinen, in Trockenmauerwerkstechnik errichteten Pferchen (corrales, cortellos oder curros) gefangen, von Männern mit Steinen, Stöcken, Heugabeln etc. traktiert, getötet und in einer Art „Triumphzug“ durch die nahegelegenen Ortschaften geführt. Wolfsgruben etc. gab es im Norden von Spanien und Portugal nicht.
Heute wird der Iberische Wolf im Libro rojo de los vertebrados de España ‚Rote Liste der spanischen Wirbeltiere‘, als vulnerable ‚gefährdet‘, eingestuft. Der Atlas y Libro Rojo de mamíferos terrestres de España ‚Atlas und Rote Liste der Landsäugetiere Spaniens‘, führt ihn in der Kategorie NT (Near Threatened ‚gering gefährdet‘).
In Spanien wird der Wolf nördlich des Duero, wo die Population als stabil gilt, mit Ausnahme der Autonomen Gemeinschaft Asturien, legal bejagt. Südlich des Duero sowie in Portugal steht er unter strengem Schutz. Wilderei sowie das Auslegen von Giftködern stellt jedoch bis heute, insbesondere für die akut bedrohten südlichen Populationen, ein Problem für den Bestand dar.